# Палимпсест
Реч палимпсест је састављена ог грчких речи palin (опет) и psao (стругати), и означава поновно писање на оструганом пергаменту.

## Пергамент
Пергамент је подлога на којој је писано у старом веку, нарочито после забране извоза папируса из Египта, око 200. п. н. е. У граду Пергаму је направљена нова подлога од животињске коже – пергамент. 

## Стварање палимпсеста
Пергамент је дебљи од папируса и могао је да поднесе скидање написаног текста прањем и стругањем. Томе се прибегавало услед тешке и скупе набавке папира, као и цене самог пергамента. Стари текст се скидао са пергамента потапањем у млеко и стругањем сунђером. После сушења, завршно стругање се обављало каменом са пуно ситних рупа који се назива морска пена или пловућац. Тако је пергамент припреман за ново писање. Дебљина пергамента је дозвољавала да се поступак примени само још једном, тако да су се на истој подлози могла наћи највише три текста. 
Овај начин припреме за ново писање је уништио многе старе списе, што је уочено још 692. године на помесном сабору у Цариграду, али та забрана није имала дејство услед скупог пергамента. Највише су оштећени новији пергаменти, јер се новије мастило теже скидало и потребно је било детаљније стругање, док се старо мастило углавном скидало прањем. 

## Читање палимпсеста
Ишчитавање старих текстова са палимпсеста открио је Анђело Маи (1782—1854) који је радио у миланској и Ватиканској библиотеци. Реконструисао је списе Цицерона, Плаута  и Квинтуса Аурелија. Најпознатији рукопис који је Маи открио је Цицеронов спис „De re publica“. У даљем раду на палимпсестима пронађени су и реконструисани многи списи античких филозофа и књижевника. Тако испод сиријског текста нађена је комедија „Дојиља“  грчког комедиографа Менадера (342-290. п. н. е.) која је до тада била позната само по наслову. Читање старијих текстова је било отежано када су редови једни преко других, али се то могло уз употребу хемијских средстава. Нажалост, та средства су уништавала и први и други текст, тако да их више није било могуће реконструисати. Данас се палимпсести читају специјалним фото техникама и ултраљубичастим зрацима који откривају старији текст. 

## Познати примери
Словенски палимпсести: Велики број црквених списа на Балкану је настао као палимпсест. Најчешће су се испод црквених списа на грчком  језику налазили старији словенски списи, такође црквеног карактера. До сада је утврђено више словенских палимпсеста:
- Ватикански палимпсест: Пронађен је 1982. године у ватиканској библиотеци. Од 203 странице дешифровано је 186. Испод грчког текста налази се јеванђеље из 10. века писано на словенском језику[3].
- Бојански палимпсест: Пронађен 1845. године. Први слој је глагољски текст (јеванђеље) из 11. века, а у 13. веку је стари текст опран, па је преко њега исписан нови текст, такође јеванђеља[4].
- Григоровичев (или Хиландарски) палимпсест: Налази се у Руској државној библиотеци (Москва). Донет из Хиландара, а датира с краја 12. века или почетка 13. века. За писање су употребљени листови грчког јеванђеља из 9. века[5].
- Српски палимпсест са Синаја: део пергаментног листа, на основу палеографске анализе писан је крајем 13. или почетком 14. века. Испод српскословенског текста назире се старији грчки слој на основу палеографске анализе - из 9. и 10. века.
- Синајски палимпсест: Потиче из 12. или 13. века. Налази се у Руској националној библиотеци (Санкт Петербург). Под основним словенским текстом назире се грчки текст[6].